# マーチ・88B
マーチ・88B (March 88B) は、イギリスのマーチ・エンジニアリングが1988年のフォーミュラ3000 (F3000) 用に設計・開発・製造されたフォーミュラカーである。
国際F3000選手権、全日本F3000選手権で使用された。